# Vylok
Vylok, česky také Výlok nebo Vulok (ukrajinsky Вилок, maďarsky Tiszaújlak ,rusky Вилок / Vilok) je městys (ukrajinsky selyšče) v okrese Berehovo Zakarpatské oblasti na západě Ukrajiny. Ve Vyloku se nachází centrum Vylocké vesnické komunity. Leží na řece Tise na hranici s Maďarskem, přibližně 17 kilometrů jihozápadně od města Vynohradiv a 21 kilometrů jihovýchodně od Berehova. Nachází se zde silniční hraniční přechod Vylok–Tiszabecs; hraniční přechod není určen po nákladní dopravu.
V roce 2018 měl městys 3227 obyvatel, přitom ještě v roce 2001 měl 4100 obyvatel. Průměrná mzda se zde pohybuje v rozmezí 200–250 USD (4000 Kč)[kdy?].

## Historie
V minulosti Vylok patřil Rakousku-Uhersku, od jeho rozpadu po první světové válce  v roce 1918 až do roku 1938 byl součástí Československa. Za první československé republiky zde byl obecní notariát, četnická stanice a poštovní úřad, který v letech 1920 až 1929 nesl název Vulok a v letech 1929 až 1938 název Výlok. V letech 1938 až 1944 byl městys na základě první vídeňské arbitráže součástí Maďarského království. V roce 1944 byl Vylok s celou oblastí připojen k Ukrajinské SSR, oficiálně až v roce 1946.

## Galerie

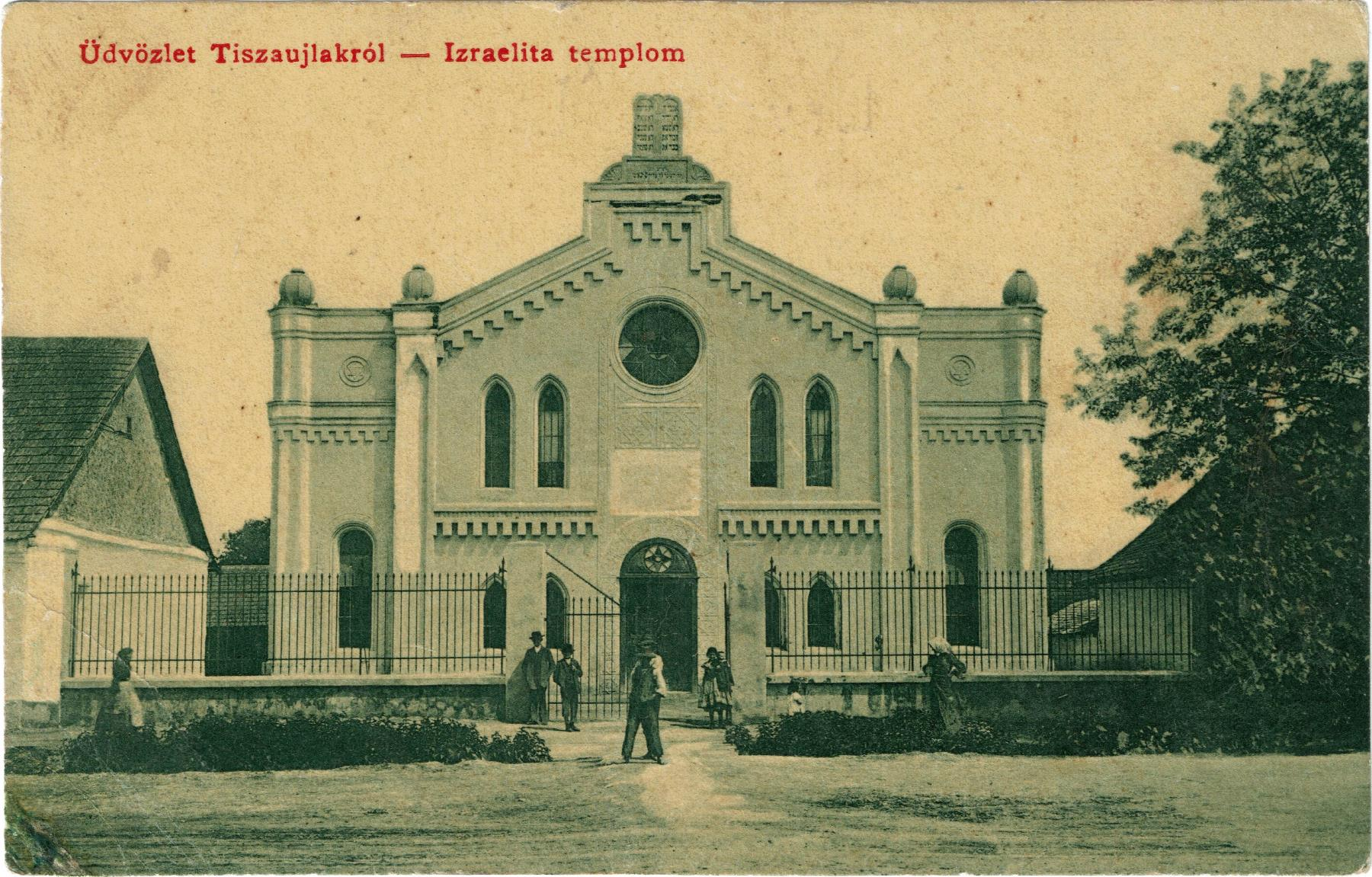
Synagoga
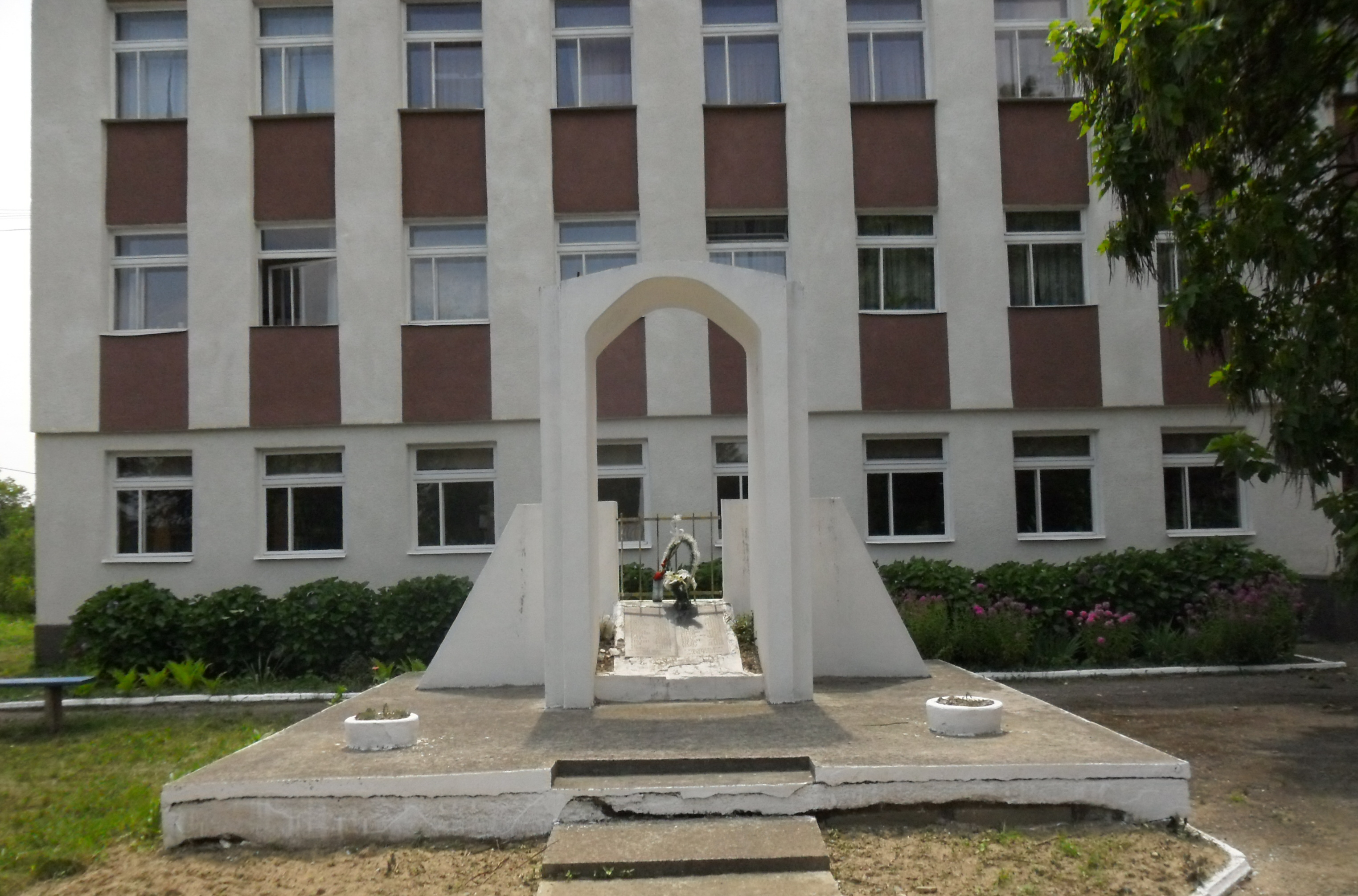
Památník obětem stalinských represí
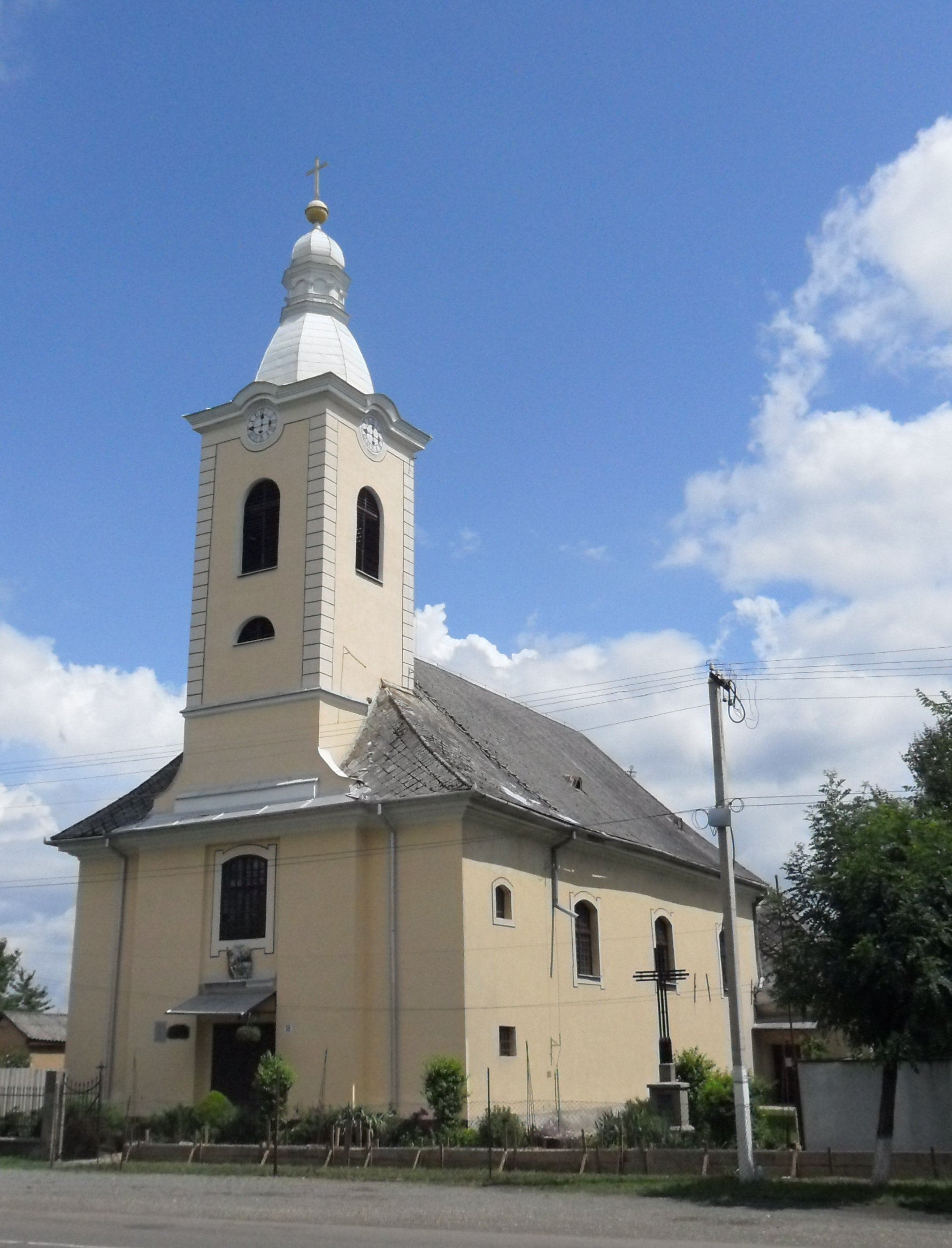
Římskokatolický kostel sv. Heleny
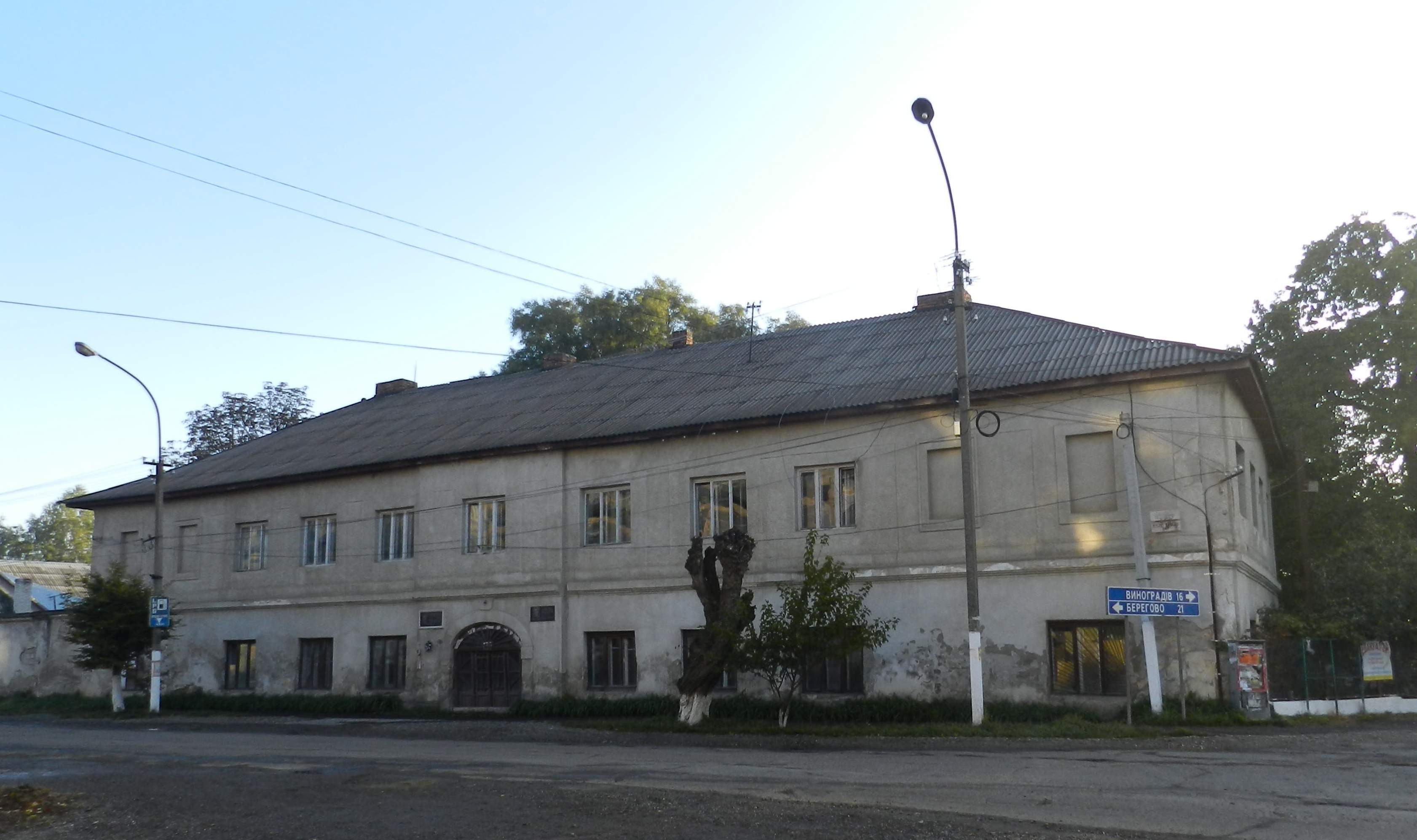
Solný dům
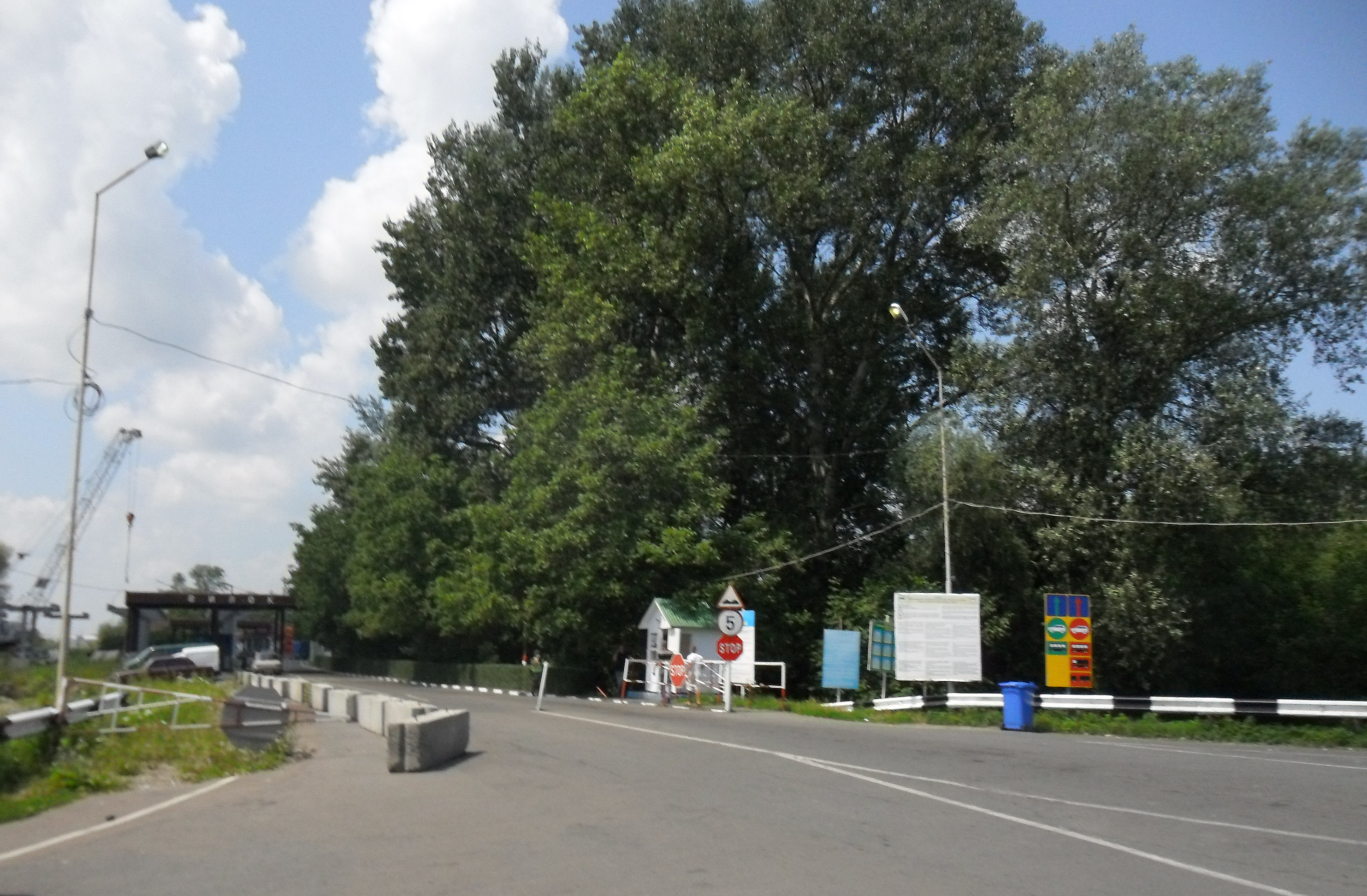
Hraniční přechod do schengenského prostoru